# Куглашки савез Републике Српске
Куглашки савез Републике Српске је кровна спортска организација које окупља све куглашке клубове, куглашке судије, тренере и организује спортска такмичења у куглању на територији Републике Српске. Савез сарађује и прима савјете од Министарства породице, омладине и спорта Републике Српске. Сједиште савеза се налази у Алеји Светог Саве бр. 48 у Бањалуци.

## Оранизација савеза

### Управа савеза
Председник Куглашког савеза Републике Српске је Благоја Благојевић. 
- Скупштина КСРС
- Извршни одбор КСРС
- Надзорни одбор КСРС
- Комисија за унутрашњу арбитражу КСРС

### Чланови и органи савеза
- Куглашки клубови Републике Српске
- Удружења куглашких клубова Републике Српске
- Удружења куглашких судија Републике Српске
- Удружење куглашких тренера Републике Српске

## Куглашки клубови Републике Српске
- Куглашки клуб Knin Revita, Бањалука
- Куглашки клуб Рудар, Угљевик
- Куглашки клуб Козара, Градишка